# Mohammed Sebil
Mohammed Sebil (Arabic:محمد سبيل) (sinh ngày 13 tháng 4 năm 1993) là một cầu thủ bóng đá người Các Tiểu vương quốc Ả Rập Thống nhất. Hiện tại anh thi đấu ở vị trí hậu vệ cho Shabab Al-Ahli.